# ایسترا (راوما)
ایسترا (به نروژی: Istra) یک رود در نروژ است که در شهرداری راوما در شهرستان موره او رومسدال واقع شده‌است. این رودخانه قبل از تخلیه به رودخانه راوما در دره رومسدالن از دره ایستردالن می‌گذرد. ایسترا در حدود ۳ کیلومتر (۱٫۹ مایل) جنوب شهر اوندالسنس به رودخانه راوما تخلیه می‌شود. رودخانه ایسترا به طول ۱۷-کیلومتر (۱۱-مایل) دارای مساحت حوضه‌ای ۶۶ کیلومتر مربع (۲۵ مایل مربع) است. سرچشمه این رودخانه در پارک ملی راینهیمن است.
حدود ۱۰-کیلومتر (۶٫۲-مایل) از ایسترا محلی عالی برای ماهیگیری ماهی آزاد است. این رودخانه در برنامه حفاظتی III و بعداً در برنامه حفاظتی IV محافظت شد. جاده ۶۳ و جاده معروف ترولستیگن هر دو رودخانه را دنبال می‌کنند.